# Sclerocarya gillettii
Sclerocarya gillettii là một loài thực vật thuộc họ Anacardiaceae. Đây là loài đặc hữu của Kenya.